# Liste der politischen Parteien in Slowenien
Liste der politischen Parteien in Slowenien.

## Liste

### Parteien mit Mandaten
| Partei | Partei | Partei                                                                      | Vorsitzender   | Ausrichtung                                | Mandate               | Mandate      | EP-Partei | EP-Fraktion |
| Partei | Partei | Partei                                                                      | Vorsitzender   | Ausrichtung                                | National- versammlung | EU-Parlament | EP-Partei | EP-Fraktion |
| ------ | ------ | --------------------------------------------------------------------------- | -------------- | ------------------------------------------ | --------------------- | ------------ | --------- | ----------- |
|        |        | Gibanje Svoboda Freiheitsbewegung                                           | Robert Golob   | Grüne Politik, Liberalismus                | 41 / 90               | 2 / 8        | keine     | RE 1        |
|        |        | Slovenska demokratska stranka Slowenische Demokratische Partei              | Janez Janša    | Rechtspopulismus, Konservatismus           | 27 / 90               | 2 / 8        | EVP       | EVP         |
|        |        | Nova Slovenija – Krščanski demokrati Neues Slowenien – Die Christdemokraten | Matej Tonin    | Christdemokratie, Konservatismus           | 8 / 90                | 1 / 8        | EVP       | EVP         |
|        |        | Socialni demokrati Sozialdemokraten                                         | Tanja Fajon    | Sozialdemokratie, Dritter Weg              | 7 / 90                | 2 / 8        | SPE       | S&D         |
|        |        | Levica Linke                                                                | Luka Mesec     | Demokratischer Sozialismus, Ökosozialismus | 5 / 90                | 0 / 8        | EL        | keine       |
|        |        | Slovenska ljudska stranka Slowenische Volkspartei                           | Marko Zidanšek | Konservatismus, Bauernpartei               | 0 / 90                | 1 / 8        | EVP       | EVP         |

- 1 Klemen Grošelj und Irena Joveva (gewählt in der „Liste Marjan Šarec“)

### Parteien ohne Mandate
Parteien die ehemals im Nationalversammlung oder im EU-Parlament vertreten waren.
| Partei | Partei | Partei                                                                                 | Vorsitzender       | Ausrichtung            |
| ------ | ------ | -------------------------------------------------------------------------------------- | ------------------ | ---------------------- |
|        |        | Konkretno                                                                              | Zdravko Počivalšek | Liberalismus           |
|        |        | Zeleni Slovenije Grüne Sloweniens                                                      | Andrej Čuš         | Grüne Politik          |
|        |        | Slovenska nacionalna stranka Slowenische Nationale Partei                              | Zmago Jelinčič     | Nationalkonservatismus |
|        |        | Demokratična stranka upokojencev Slovenije Demokratische Pensionistenpartei Sloweniens | Ljubo Jasnič       | Schutz von Rentnern    |
|        |        | Stranka mladih – Zeleni Evrope Partei der Jugend – Europäische Grüne                   | Darko Krajnc       | Grüne Politik          |
|        |        | Liberalna demokracija Slovenije Liberaldemokratie Sloweniens                           | Anton Anderlič     | Liberalismus           |

Andere Parteien mit mindestens 0,5 Prozent (Parlamentswahl 2022):
- Resni.ca;
- Za zdravo družbo;
- Piratska stranka Slovenije (Piratenpartei Slowenien);
- Naša dežela (Unser Land);
- VESNA – zelena stranka (VESNA – grüne Partei);
- Za ljudstvo Slovenije.

### Wahlbündnisse
Wahlbündnisse mit mindestens 0,5 Prozent (Parlamentswahl 2022):
- Povežimo Slovenijo (Konkretno, Slovenska ljudska stranka, Zeleni Slovenije, Nova ljudska stranka, Nova socialdemokracija);
- Naša prihodnost in dobra država (Naša prihodnost, Dobra država).

### Historische Parteien ehemals im Nationalversammlung oder im EU-Parlament vertreten
| Partei | Partei                                                                                    | Gründung | Auflösung       | Mandate Max. Anzahl | Wahl                  |
| ------ | ----------------------------------------------------------------------------------------- | -------- | --------------- | ------------------- | --------------------- |
|        | Demokratska stranka Demokratische Partei                                                  | 1992     | 1994            | 6 / 90              | Parlamentswahl 1992   |
|        | Državljanska lista Bürgerliste                                                            | 2011     | 2019 (de facto) | 8 / 90              | Parlamentswahl 2011   |
|        | Iniciativa za demokratični socializem Initiative für demokratischen Sozialismus           | 2014     | 2017            | 3 / 90              | Parlamentswahl 2014 1 |
|        | Lista Marjana Šarca Liste Marjan Šarec                                                    | 2014     | 2022            | 13 / 90             | Parlamentswahl 2018   |
|        | Pozitivna Slovenija Positives Slowenien                                                   | 2011     | 2018 (de facto) | 28 / 90             | Parlamentswahl 2011   |
|        | Slovenski krščanski demokrati Slowenische Christdemokraten                                | 1988     | 2000            | 15 / 90             | Parlamentswahl 1992   |
|        | Stranka Alenke Bratušek Partei von Alenka Bratušek                                        | 2014     | 2022            | 5 / 90              | Parlamentswahl 2018   |
|        | Stranka modernega centra Partei des modernen Zentrums                                     | 2014     | 2021            | 36 / 90             | Parlamentswahl 2014   |
|        | Stranka za trajnostni razvoj Slovenije Partei für eine nachhaltige Entwicklung Sloweniens | 2011     | 2017            | 2 / 90              | Parlamentswahl 2014 1 |
|        | Verjamem Ich glaube                                                                       | 2014     | 2022 (de facto) | 1 / 8               | Europawahl 2014       |
|        | Zares Tatsächlich                                                                         | 2007     | 2015            | 9 / 90              | Parlamentswahl 2008   |

- 1 Liste „Združena levica“: 6 Mandate, davon 4 IDS (Miha Kordiš, Matej Tašner Vatovec, Luka Mesec und Franc Trček) und 2 TRS (Violeta Tomić und Matjaž Hanžek)

### Parteien slowenischer Minderheiten außerhalb Sloweniens
- Enotna Lista (Kärntner Slowenen)
- Koroška slovenska stranka (Kärnten, historisch)
- Slovenska Skupnost (Friaul-Julisch Venetien)